# Cyrtarachne melanoleuca
Cyrtarachne melanoleuca är en spindelart som beskrevs av Ono 1995. Cyrtarachne melanoleuca ingår i släktet Cyrtarachne och familjen hjulspindlar.
Artens utbredningsområde är Thailand. Inga underarter finns listade i Catalogue of Life.